# Sway with Me
Sway with Me è un singolo della rapper statunitense Saweetie e della cantante statunitense Galxara, pubblicato il 31 gennaio 2020 come terzo estratto dalla colonna sonora del film Birds of Prey e la fantasmagorica rinascita di Harley Quinn.

## Descrizione
Il brano implementa un campionamento della canzone Sway nella versione registrata nel 1959 da Rosemary Clooney con Pérez Prado.

## Video musicale
Il videoclip è stato reso disponibile il 31 gennaio 2020, in concomitanza con l'uscita del brano.

## Tracce
Testi e musiche di Diamonté Harper, Quavious Marshall, Earl Patrick Taylor, Randall Hammers, Adam David Small, Riana Kuring, Michael Pollack, Tia Scola, Mich Hansen, Jacob Uchorczak, Nick Sarazen, Norman Gimble e Pablo Beltrán Ruiz.
1. Sway with Me – 2:48

## Formazione
Musicisti
- Saweetie – voce
- Galxara – voce

Produzione
- Cutfather – produzione
- Jacob Ubizz – produzione
- Manny Marroquin – missaggio
- Michelle Mancini – mastering

## Classifiche
| Classifica (2020) | Posizione massima |
| ----------------- | ----------------- |
| Ucraina           | 71                |